# Dibakar Banerjee
Pour les articles homonymes, voir Banerjee.
Dibakar Banerjee, né à New Delhi le 21 juin 1969 , est un réalisateur et scénariste indien.
Ses deux premiers films, Khosla Ka Ghosla (2006) et Oye Lucky! Lucky Oye! (2008), sont couronnés lors des National Film Awards. De même, ses films suivants, Love Sex aur Dhokha (2010) et Shanghai (2012) sont encensés par la critiques qui apprécie leur caractère novateur dans la réalisation et audacieux dans le choix des sujets.

## Biographie

### Jeunesse et vie privée
Dibakar Banerjee est né le 21 juin 1969 à New Delhi dans une famille d'origine bengali. Il y fait ses études à la Bal Bharati Public School puis au National Institute of Design d'Ahmedabad qu'il quitte au bout de deux ans et demi.
Dibakar Banerjee est marié à Richa Puranesh avec laquelle il a une fille.

### Carrière
Dibakar Banerjee commence comme rédacteur dans des agences de publicité dans lesquelles il fait la connaissance des futurs réalisateur Pradeep Sarkar et scénariste Jaideep Sahni ; puis en 1997 il fonde sa propre agence, Watermark, qui travaille pour de grandes entreprises.
En 2002, Jaideep Sahni lui écrit le scénario de Khosla Ka Ghosla qui met 4 ans à voir le jour. Cette comédie dramatique qui réunit Anupam Kher et Boman Irani, décrit les démêlés d'une famille de la classe moyenne de Delhi qui, voulant acquérir un terrain, se trouve confrontée à un agent immobilier indélicat et une police corrompue. Bien qu'original -une histoire simple située à Delhi- le film rencontre son public, est prisé par la critique et reçoit le National Award du meilleur film en hindi.
C'est également à Delhi que se déroule l'action de son deuxième film, Oye Lucky! Lucky Oye!, écrit avec Urmi Juvekar. Il raconte l'histoire d'un voleur audacieux qui s'introduit dans la bonne société pour la dévaliser et met la police en échec pendant de longues années. Interprété par Abhay Deol, Anupam Kher et Paresh Rawal, il sort le week-end des attaques de novembre 2008 à Bombay ce qui limite son audience. Cependant, le film est apprécié dans des festivals (Festival international du film d'Inde, MoMA) et par les critiques pour sa peinture caustique de la classe moyenne et il permet à Dibakar Banerjee d'intégrer la « nouvelle vague » des cinéastes indiens avec Vishal Bhardwaj et Anurag Kashyap. En outre, Oye Lucky! Lucky Oye! est récompensé par quatre Filmfare Awards et par le National Award du meilleur film populaire.
En 2010, Dibakar Banerjee innove, en Inde, en tournant en caméra numérique Love Sex aur Dhokha (Amour, Sexe et Trahison), communément appelé LSD. Composé de Superhit Pyaar, Paap Ki Dukan et Badnam Shauhrat, trois courts métrages interconnectés inspirés de faits divers, il continue d'y explorer une classe moyenne indienne déboussolée par l’appât du gain, l'attrait de la célébrité et des nouvelles technologies tout en restant prisonnière des traditions. En abordant de front les sujets du mariage d'amour, du voyeurisme et des relations sexuelles dans le cadre professionnel, il s'expose à la très pudique censure indienne qui le contraint à couper des scènes et à en flouter d'autres avant d'autoriser sa sortie en le réservant aux plus de 18 ans. LSD séduit l'ensemble de la critique non seulement par ses innovations techniques et la hardiesse de son sujet mais aussi par la qualité de son scénario et de son interprétation confiée à des acteurs quasiment inconnus.
En adaptant Z, roman de Vassilis Vassilikos, avec Shanghai (2012), Dibakar Banerjee aborde un sujet explicitement politique. Le scénario qu'il écrit avec Ajay Bijli, Sanjeev K Bijli et Priya Sreedharan, en racontant la recherche de la vérité sur l'assassinat d'un militant dont l'action gène les projets d'hommes d'affaires et de politiciens, permet au réalisateur de dénoncer la corruption qui gangrène l'Inde contemporaine dans un thriller politique bien observé et adroitement restitué. Ce film lui permet de retravailler avec Abhay Deol qui interprète avec une grande retenue un fonctionnaire intègre de l'Indian Administrative Service entouré de la vedette de Bollywood Emraan Hashmi, à contre emploi dans le rôle d'un minable réalisateur de films pornographiques témoin du meurtre, et de Kalki Koechlin, déjà remarquée dans des films non conformistes. Bien que le film soit encensé par la critique pour la qualité de sa réalisation, de son scénario et de son interprétation, il fait un flop au box office.
En 2013, Dibakar Banerjee est l'un des quatre réalisateurs de Bombay Talkies, film célébrant le centenaire du cinéma indien. Son court métrage Star est une adaptation d'une nouvelle de Satyajit Ray, Patol Babu Film Star dans lequel Nawazuddin Siddiqui interprète un acteur qui a renoncé à ses ambitions mais retrouve tout son talent pour faire rire sa petite fille gravement malade.
Banerjee reste dans les pas de son illustre aîné puisqu'en 2015, tout comme lui en 1967, il adapte une aventure du célèbre enquêteur bengali créé par Sharadindu Bandyopadhyay dans Detective Byomkesh Bakshy!.

## Filmographie
- 2006 : Khosla Ka Ghosla
- 2008 : Oye Lucky! Lucky Oye!
- 2010 : Love Sex aur Dhokha
- 2012 : Shanghai
- 2013 : Bombay Talkies
- 2015 : Detective Byomkesh Bakshy!
- 2018 : Sandeep Aur Pinky Faraar

## Récompenses
- National Award
  - 2007 : Meilleur long métrage en hindi : Khosla Ka Ghosla
  - 2009 : Meilleur film populaire : Oye Lucky! Lucky Oye!
- Zee Cine Award
  - 2007 : Réalisateur le plus prometteur (Most Promising Director) : Khosla Ka Ghosla
- IRDS Film Awards sur un sujet de société
  - 2012 : Meilleur réalisateur : Shanghai